# Magdeburgo
Magdeburgo (en alemán: Magdeburg, pronunciado /ˈmakdəˌbʊʁk/ (escucharⓘ)) es una ciudad de Alemania a orillas del río Elba, capital del estado federado de Sajonia-Anhalt. La ciudad experimenta actualmente una intensa reconstrucción, que intenta reemplazar los antiguos edificios de la era comunista.
En 1989 vivían en ella 288 000 habitantes, aunque posteriormente la cifra había descendido a menos de 230 000 debido a que en tiempos de la RDA la ciudad era un importante centro industrial, pero tras la reunificación alemana se consideró que sus empresas no eran competitivas y tuvieron que cerrar. Actualmente la ciudad está recuperando su población, con 241 769 habitantes a 31 de diciembre de 2017 y está en la posición 33 de las más pobladas de Alemania.
La ciudad es conocida porque durante la Guerra de los Treinta Años las fuerzas imperiales, junto a la Liga Católica, irrumpieron en la urbe en 1631 y cometieron una masacre denominada el "Saqueo de Magdeburgo'" en la cual mataron a unos 20 000 habitantes y luego incendiaron la ciudad. También es famosa porque en ella se realizó públicamente el experimento científico de los hemisferios de Magdeburgo realizado por Otto von Guericke.
La Universidad de Magdeburgo (abreviatura OvGU) fue fundada en 1993 y es una de las universidades más nuevas de Alemania. Cuenta con nueve facultades en las que estudian más de 12 000 estudiantes, y constituye un centro de enseñanza e investigación para el estado federado de Sajonia-Anhalt.
En esta ciudad sajona han residido personalidades importantes, como el canciller Otto von Bismarck, que pasó aquí sus primeros años, y el alquimista Michael Maier, que vivió en ella sus últimos días. En Magdeburgo están sepultados los restos de Otón I de Alemania, primer emperador del Sacro Imperio Romano Germánico.

## Historia

### Edad Media

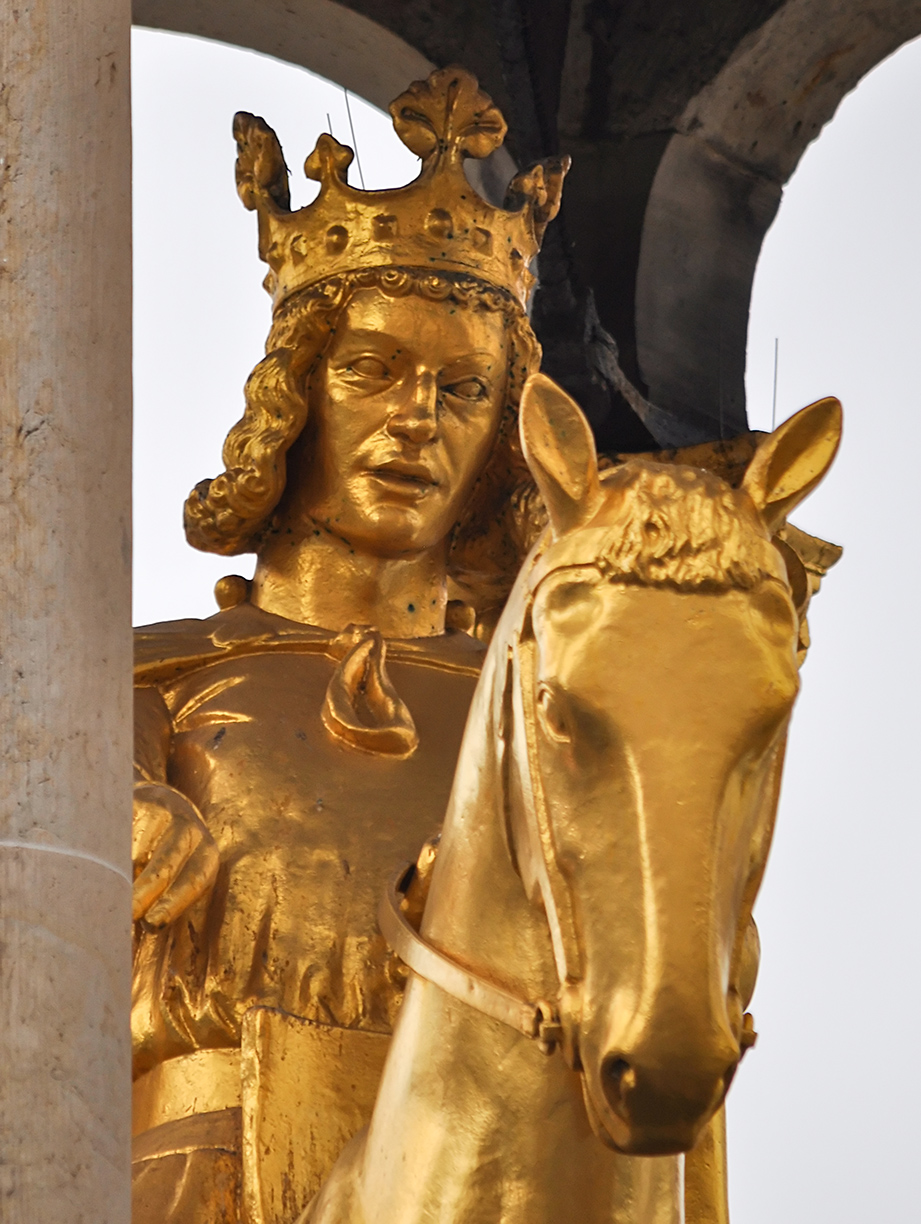
Réplica del “Magdeburger Reiter”, un monumento ecuestre tradicionalmente considerado como un retrato de Otón I del Sacro Imperio Romano Germánico (Magdeburgo, original c. 1240).

Arzobispado de Magdeburgo
Derecho de Magdeburgo
El Derecho de Magdeburgo (en alemán: Magdeburger Recht, polaco: Prawo magdeburskie, lituano: Magdeburgo teisė) fue uno de los más conocidos sistemas de derecho urbano. Se redactó en el siglo XIII en la ciudad alemana de Magdeburgo como derecho urbano feudal, en virtud del cual la actividad económica, los derechos de propiedad, la vida sociopolítica y el estado estamental de los ciudadanos se regulaban por un sistema jurídico propio, lo que se correspondía con el papel de las ciudades como centros de producción y el intercambio monetario y mercantil.
Los residentes de las ciudades que obtenían el Derecho de Magdeburgo estaban exentos de obligaciones feudales. Sobre la base del Derecho de Magdeburgo en la ciudad se creaba un órgano de autogobierno electo, el magistrado. Con la introducción del Derecho de Magdeburgo se revocaba el derecho local, aunque la aplicación de las costumbres locales estaba permitida en caso de que las normas necesarias para la solución del caso no estuvieran previstas por el Derecho de Magdeburgo.

### Edad Moderna
Saqueo por parte del Sacro Imperio
En el último día del asedio, los concejales de Magdeburgo estaban convencidos de que era el momento de pedir la paz, pero el mensaje con su decisión no llegó a tiempo al conde de Tillý.
El 20 de mayo de 1631 terminó el asedio, y el mariscal de campo imperial Gottfried von Pappenheim y el propio conde de Tillý asaltaron Magdeburgo para hacerse con sus ricos depósitos de mercancías. Las fortificaciones de la ciudad cedieron y las fuerzas imperiales fueron capaces de doblegar la resistencia armada y abrir la puerta de Kröcken, lo que permitió a todo el ejército imperial entrar en la ciudad, que sufrió otro duro golpe cuando el coronel Dietrich von Falkenberg, un aristócrata y militar enviado por el rey Gustavo Adolfo para dirigir la defensa de Magdeburgo, fue muerto a tiros por las tropas imperiales. Cuando la ciudad estaba casi perdida, la guarnición minó varios lugares y prendió fuego en otros mientras parte de la población ofrecía resistencia en las calles usando literalmente cualquier cosa a la mano.

## Ducado de Magdeburgo
El Ducado de Magdeburgo (en alemán: Herzogtum Magdeburg) fue un Estado imperial del Sacro Imperio Romano Germánico en poder de los príncipes-electores de Brandeburgo entre 1680 y 1807 e incorporado como provincia de Brandeburgo-Prusia. Reemplazó al Estado imperial eclesiástico del Arzobispado de Magdeburgo después de su secularización por parte del margraviato de Brandeburgo dentro de la Circunscripción de Baja Sajonia en el Reichstag del Sacro Imperio Romano Germánico. 

### Edad Contemporánea
En el siglo XIX durante el periodo napoleónico pasó a ser parte del Reino de Westfalia en manos de Jerónimo Bonaparte. Desde mediados de septiembre de 1813 hasta el 20 de mayo de 1814 sufrió un largo asedio, que terminó con la rendición francesa solo cuando abdicó el emperador Napoleón.
Tras el Congreso de Viena pasó a formar parte de la Provincia de Sajonia en Prusia.
En 1882 alcanzó por primera vez los 100 000 habitantes y pasó a ser considerada una gran ciudad.
Provincia de Magdeburgo
La Provincia de Magdeburgo (del alemán: Provinz Magdeburg) fue una provincia del Estado Libre de Prusia dentro de la Alemania nazi desde 1944-45. La capital provincial fue Magdeburgo.
La provincia fue creada el 1 de julio de 1944, a partir del Regierungsbezirk Magdeburgo, una región gubernamental de la anterior Provincia de Sajonia. 
Desde 1945
Tras el fin de la Segunda Guerra Mundial en Europa la ciudad tuvo que ser completamente reconstruida ya que, tras los ataques aéreos del 16 de enero de 1945, fue enormemente dañada, con un 90 % de las casas de la ciudad antigua, 15 iglesias y amplias zonas del centro histórico en ruinas o fuertemente dañadas. En la época de la República Democrática Alemana se fueron reconstruyendo poco a poco algunos de sus edificios más significativos. En esta época, y fundamentalmente por su localización a orillas de Elba la ciudad se convirtió en un importante nudo industrial y de transporte.

## Infraestructura

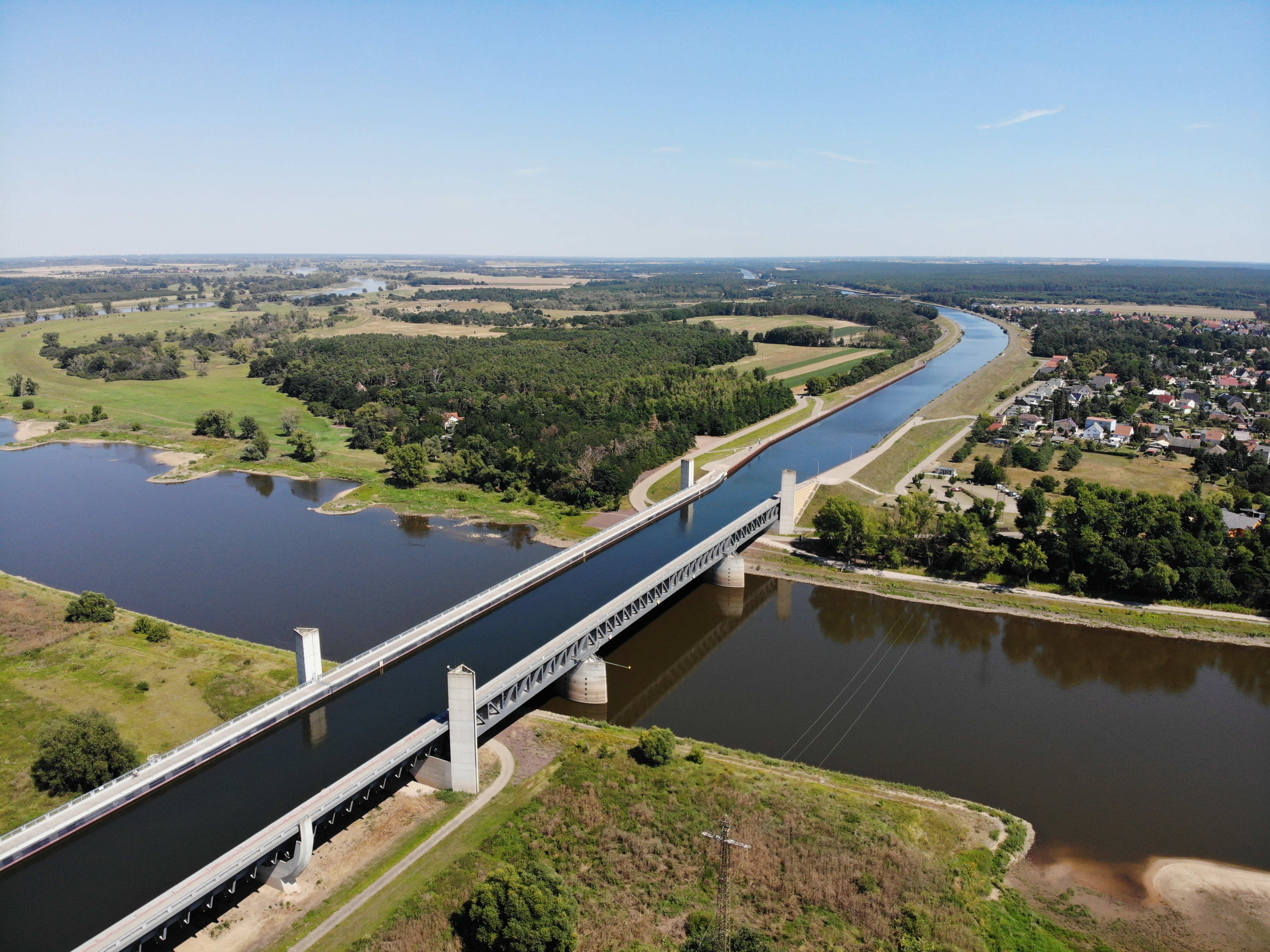
Puente canal de Magdeburgo.

Puente canal de Magdeburgo
El puente acuífero de Magdeburgo (en alemán: Kanalbrücke Magdeburg) es un puente acuífero de Alemania sobre el río Elba y por el que discurre el canal navegable de Magdeburgo, un enlace que permite conectar el canal de Elba-Havel con el canal de Mittelland, siendo el puente de esta clase más grande del mundo. Se comenzó a construir en 1997 y quedó completado en octubre de 2003, con un costo aproximado de 500 millones de euros.

## Educación
En las épocas de la República Democrática Alemana, en 1953, se fundó la Universidad de Maquinaria Pesada, lo cual no es de sorprenderse, puesto que esta ciudad junto al río Elba constituía un importante centro de fabricación industrial de maquinaria. Pronto sería renombrada como Universidad Técnica de Magdeburgo. Sus raíces son las tres instituciones antecesoras con presencia en Magdeburgo: Universidad Técnica, Universidad Pedagógica y Academia de Medicina de Magdeburgo. Otra institución de esa época fue la Medizinische Akademie Magdeburg (MAM) fundada en 1954 junto al hospital. Y por último, la Escuela Pedagógica Superior de Magdeburgo. Así, a partir de estas tres instituciones, en 1993 se crea la actual Universidad de Magdeburgo, que lleva el nombre del científico, inventor, jurista y político Otto von Guericke. 

## Cultura

### Monumentos y lugares de interés

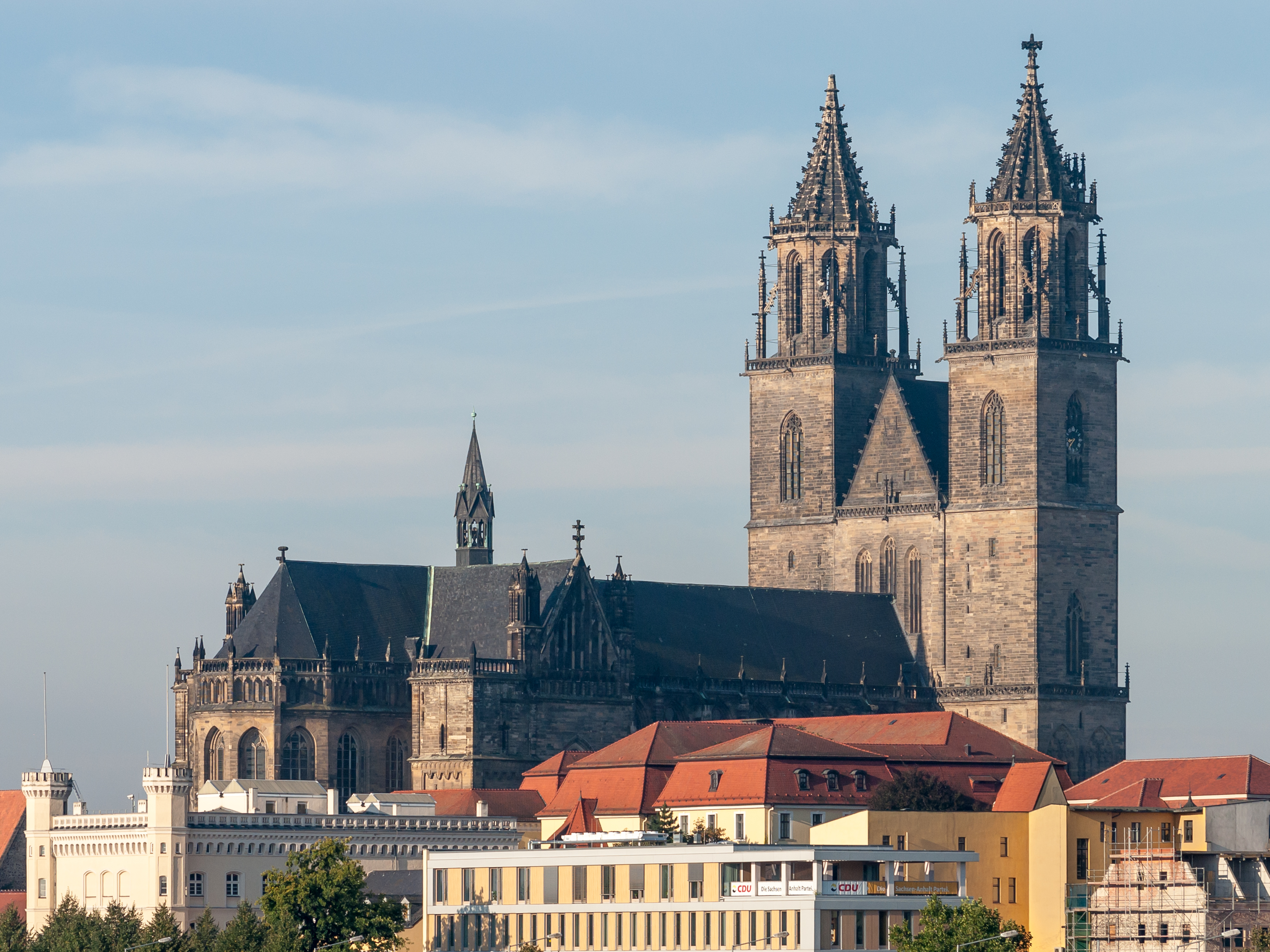
Catedral de Magdeburgo.

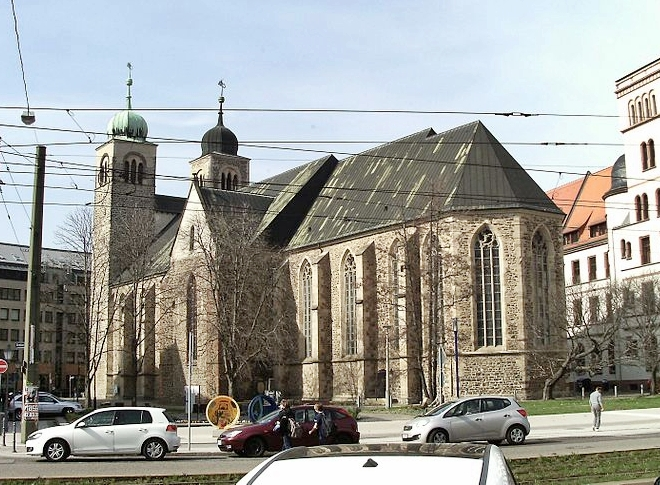
Catedral de San Sebastián.

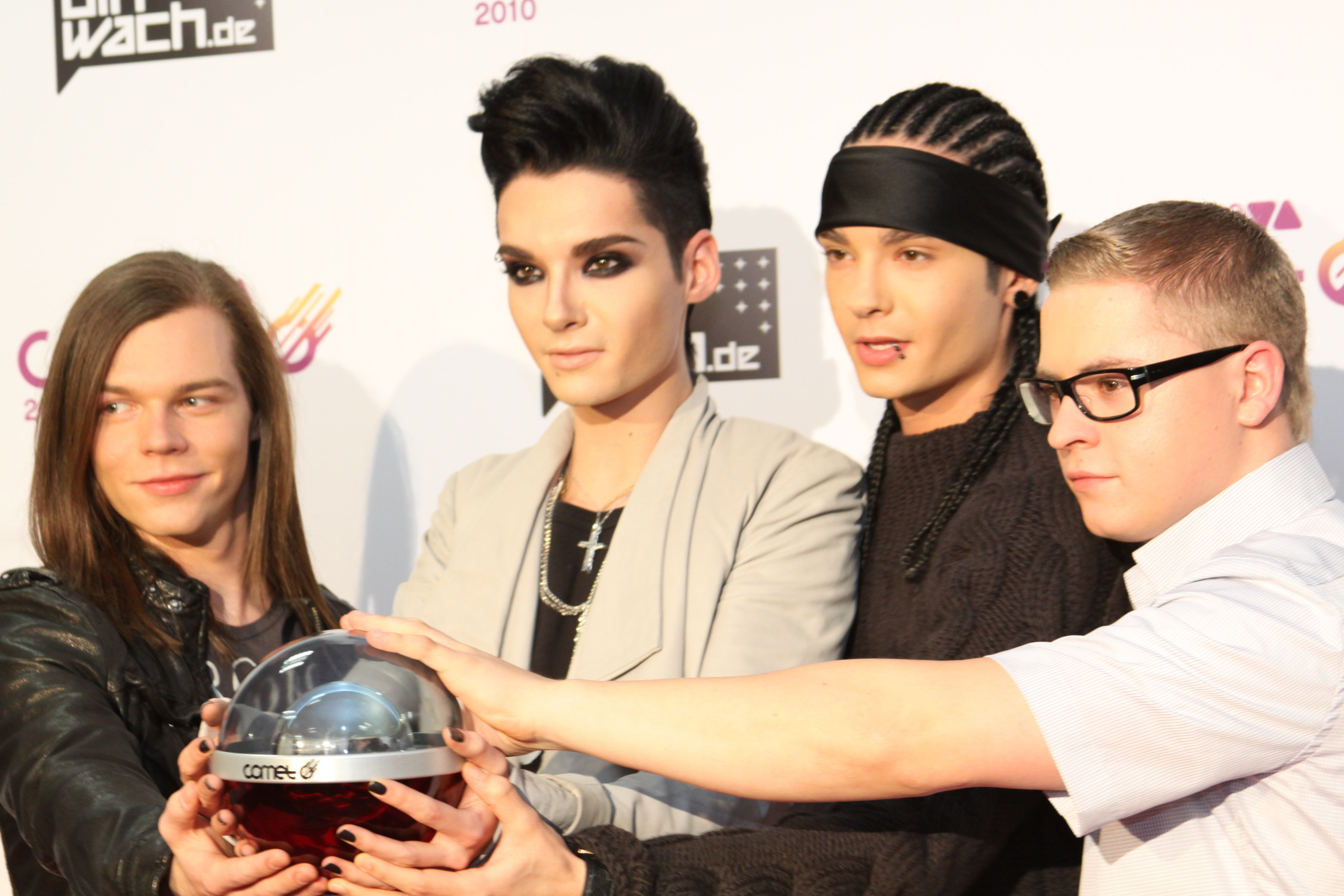
Tokio Hotel en 2010.

Catedral de Magdeburgo
La catedral de Magdeburgo, oficialmente catedral de los santos Mauricio y Catalina (en alemán: Magdeburger Dom; Dom zu Magdeburg St. Mauritius und Katharina), fue una de las primeras catedrales góticas de Alemania. Con una altura de sus torres de 99,25 y 100,98 m, respectivamente, es una de las catedrales más altas en la antigua República Democrática Alemana. La catedral se encuentra en la ciudad de Magdeburgo, capital del estado federado de Sajonia-Anhalt, en Alemania, y en ella se halla también la tumba de Otón I de Alemania.
Catedral de San Sebastián
La primera piedra fue colocada en 1015 por monseñor Gero de Magdeburgo, que fue enterrado en la iglesia en 1023. En la primera mitad del siglo XIV, la iglesia fue reconstruida en estilo gótico. El antiguo coro fue demolido y reemplazado por uno nuevo, más grande. A principios del siglo XV se renovó la nave con el objetivo de crear un ambiente gótico tardío. Solo se ha mantenido la planta baja románica. El 17 de mayo de 1489, después de la finalización de la renovación, la iglesia fue inaugurada por monseñor Ernesto de Sajonia.
Durante la Reforma, los canónigos de San Sebastián en 1558 renunciaron a la fe católica y San Sebastián se convirtió en una iglesia protestante. Durante la guerra de los Treinta Años, el 10 de mayo de 1631, la iglesia fue quemada. En 1663 el coro fue reconstruido. En 1692, 61 años después de la destrucción, se realizó el primer servicio.
Invernaderos de Gruson
El jardín fue creado por el empresario y recolector de plantas Hermann Gruson, que a su muerte en 1895 legó su gran colección de suculentas y 100.000 Marcos a la ciudad de Magdeburgo. Los invernaderos se abrieron al público en 1896, con una casa de la Victoria agregada en 1910. 

### Música
- Georg Philipp Telemann, el más prolífico compositor de la historia.
- Tokio Hotel, exitosa banda musical de rock alternativo.

## Deportes

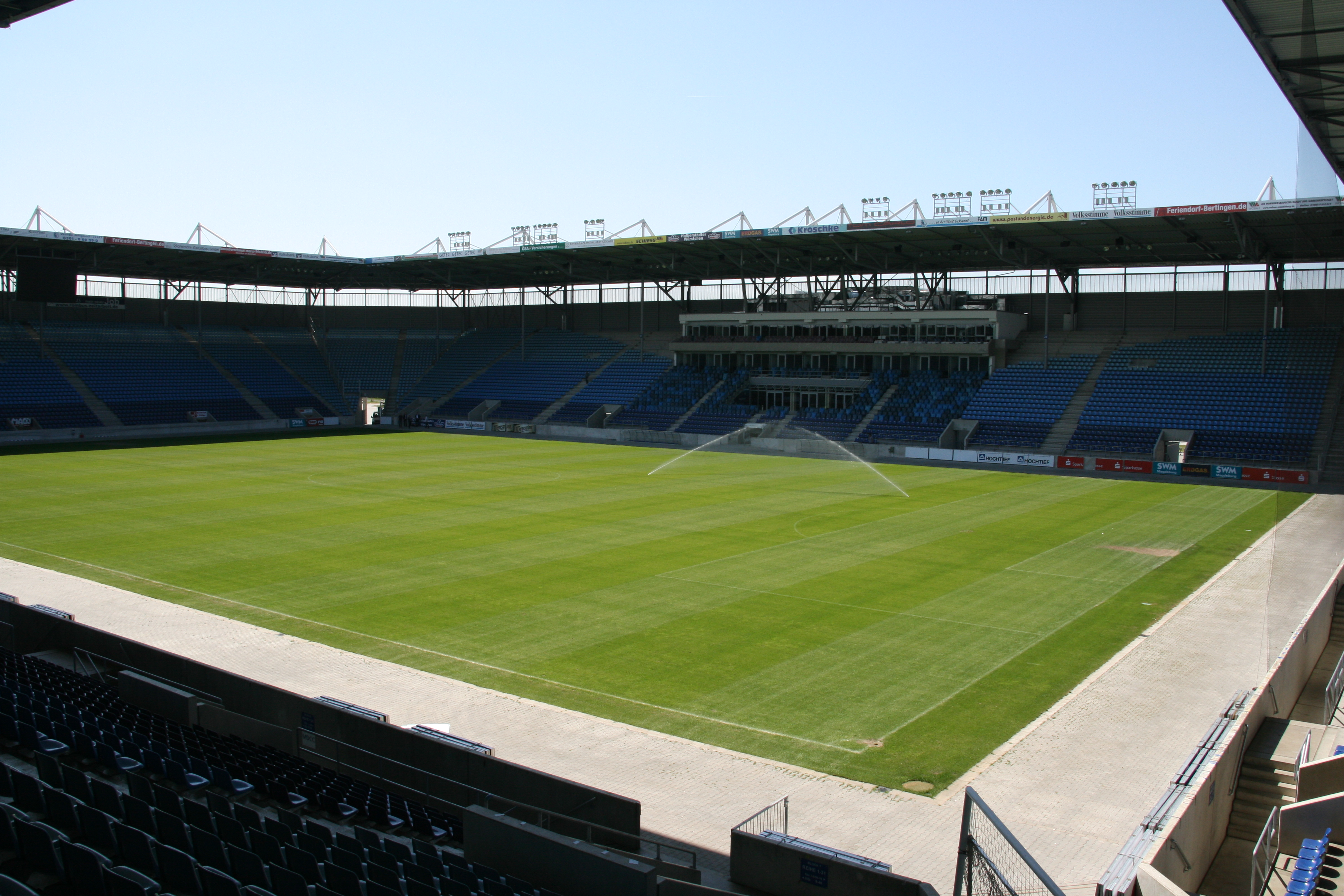
MDCC-Arena.

1. FC Magdeburgo
El 1. FC Magdeburgo es un club de fútbol alemán, de la ciudad de Magdeburgo en Sajonia-Anhalt. Fue fundado en 1965 y disputa sus partidos como local en el MDCC-Arena, con capacidad para 30 098 espectadores. Actualmente juega en la segunda categoría del fútbol nacional, la 2. Bundesliga.
SC Magdeburg